# Kvarnerbugten
Kvarnerbugten (kroatisk: Kvarnerski zaljev; italiensk: Golfo del Quarnaro eller  latin: Sinus Flanaticus eller Liburnicus sinus), nogle gange også Kvarner-bugten, er en bugt i det nordlige Adriaterhav, der ligger mellem halvøen Istrien og det nordlige kroatiske kyst-fastland. Bugten er en del af Kroatiens indre farvande.
De største øer i Kvarner er Cres, Krk, Pag, Rab og Lošinj . En del af Kvarnerbugten, der ligger mellem Cres, Krk, Rab og Pag, kaldes også Kvarnerić (bogstaveligt talt "lille Kvarner"; italiensk: Golfo del Quarnerolo eller Carnerolo), og delen øst for Krk og Rab kaldes Senj Channel (efter fastlandsbyen Senj).
Bugten er bemærkelsesværdig for sin store dybde, mere end 100 meter, hvilket gør det muligt for byen Rijeka der ligger længst mod  nord, at have en havn, der kan rumme Capesize-skibe.
Bugten er også hjemsted for mange strande og turiststeder på grund af dets smukke strande og varme klima.